# Log pri Polhovem Gradcu
Log pri Polhovem Gradcu este o localitate din comuna Dobrova-Polhov Gradec, Slovenia, cu o populație de 16 locuitori.